# 熊本県道284号坂瀬川鬼池港線
熊本県道284号坂瀬川鬼池港線（くまもとけんどう284ごう さかせがわおにいけこうせん）は、熊本県天草郡苓北町から天草市に至る一般県道である。

## 概要
天草市五和町鬼池に狭い区間（普通車一台分）がある。離合できない。

### 路線データ
- 起点：熊本県天草郡苓北町坂瀬川（熊本県道281号坂瀬川御領線交点）
- 終点：熊本県天草市五和町鬼池（国道324号（国道389号重複区間）交点）
- 狭道区間：熊本県天草市五和町鬼池 - 熊本県天草市五和町手野一丁目字一の谷地区

## 地理

### 通過する自治体
- 天草郡苓北町
- 天草市

### 交差する道路
| 交差する道路              | 市町村名 | 市町村名 | 交差する場所    | 交差する場所 |
| ------------------------- | -------- | -------- | --------------- | ------------ |
| 熊本県道281号坂瀬川御領線 | 天草郡   | 苓北町   | 坂瀬川          | 起点         |
| 熊本県道47号本渡五和線    | 天草市   | 天草市   | 五和町手野1丁目 |              |
| 国道324号 国道389号 重複  | 天草市   | 天草市   | 五和町鬼池      | 終点         |

### 沿線
- 天草市役所 内野出張所
- 天草市役所 鬼池出張所
- 鬼池港

### 峠
- 花立峠